# God Save Ireland
God Save Ireland, composto nel 1867 da Timothy Daniel Sullivan in memoria dei Martiri di Manchester, è stato l'inno nazionale ufficiale della Repubblica d'Irlanda e dello Stato Libero d'Irlanda dal 1919 al 1926, quando fu rimpiazzato dall'inno ufficiale Amhrán na bhFiann.

## Versi originali
High upon the gallows tree swung the noble-hearted three.
By the vengefull tyrants stricked in their bloom;
But they met him face to face, with the courage of their race,
And they went with souls undaunted to their doom.
"God save Ireland!" said the heroes;
"God save Ireland" said they all.
Whether on the scaffold high
Or the battlefield we die,
Oh, what matter when for Erin dear we fall!1
Girt around with cruel foes, still their courage proudly rose,
For they thought of hearts that loved them far and near;
Of the millions true and brave o'er the ocean's swelling wave,
And the friends in holy Ireland ever dear.
"God save Ireland!" said the heroes;
"God save Ireland" said they all.
Whether on the scaffold high
Or the battlefield we die,
Oh, what matter when for Erin dear we fall!
Climbed they up the rugged stair, rang their voices out in prayer,
Then with England's fatal cord around them cast,
Close beside the gallows tree kissed like brothers lovingly,
True to home and faith and freedom to the last.
"God save Ireland!" said the heroes;
"God save Ireland" said they all.
Whether on the scaffold high
Or the battlefield we die,
Oh, what matter when for Erin dear we fall!
Never till the latest day shall the memory pass away,
Of the gallant lives thus given for our land;
But on the cause must go, amidst joy and weal and woe,
Till we make our Isle a nation free and grand.
"God save Ireland!" said the heroes;
"God save Ireland" said they all.
Whether on the scaffold high
Or the battlefield we die,
Oh, what matter when for Erin dear we fall!

## Traduzione
Dall'alto di un patibolo tre uomini penzolavano,
I tre dal nobile cuore
Abbattuti nel loro fiore dal vendicativo tiranno.
Ma essi lo affrontarono faccia a faccia, 
coll'ardimento della loro razza
E con animo indomito andarono al loro destino. 
Dio salvi l'Irlanda, dicevano gli eroi
Dio salvi l'Irlanda, dicevano tutti loro
Che moriamo su una forca
O su un campo di battaglia
Oh, che importa, dal momento che moriamo per la cara Erin?
Circondati da crudeli nemici
Il loro fiero coraggio rifulse ancora 
Perché pensarono ai cuori, vicini e lontani, che li amavano
Ai milioni fedeli e coraggiosi
Sui flutti gonfi dell'oceano,
e agli  amici sempre cari  della sacra, amata Irlanda
Dio salvi l'Irlanda...
Salirono le dure scale, innalzarono le loro voci in una preghiera
Poi, colla fatale corda dell'Inghilterra  legata attorno a loro, 
uno accanto all'altro, presso il palo  della forca,
Amorevolmente come fratelli si baciarono,
fedeli fino all'ultimo
alla patria, alla fede e alla libertà. 
Dio salvi l'Irlanda...
Mai, fino all'ultimo giorno, svanirà il  ricordo
Delle nobili vite immolate in questo modo per la nostra terra
Ma la causa deve andare avanti, nella gioia, 
nella buona e nella cattiva sorte
Finché renderemo libera e grande la nostra Isola.
Dio salvi l'Irlanda...